# 帕內爾 (堪薩斯州)
帕內爾（英語：Parnell）為位在美国堪薩斯州艾奇遜縣的非建制地區。

## 歷史
帕內爾於1883年設立。該地區的名稱以在內戰中喪命的堪薩斯州第13步兵團團員詹姆斯·L·帕內爾（James L. Parnell）命名
帕內爾的郵政局於1883年設立，直到1923年結束營運。